# Liste des noms de familles de plantes avec étymologies
 (février 2024).
La mise en forme du texte ne suit pas les recommandations de Wikipédia : il faut le « wikifier ».
Les points d'amélioration suivants sont les cas les plus fréquents. Le détail des points à revoir est peut-être précisé sur la page de discussion.
- Les titres sont pré-formatés par le logiciel. Ils ne sont ni en capitales, ni en gras.
- Le texte ne doit pas être écrit en capitales (les noms de famille non plus), ni en gras, ni en italique, ni en « petit »…
- Le gras n'est utilisé que pour surligner le titre de l'article dans l'introduction, une seule fois.
- L'italique est rarement utilisé : mots en langue étrangère, titres d'œuvres, noms de bateaux, etc.
- Les citations ne sont pas en italique mais en corps de texte normal. Elles sont entourées par des guillemets français : « et ».
- Les listes à puces sont à éviter, des paragraphes rédigés étant largement préférés. Les tableaux sont à réserver à la présentation de données structurées (résultats, etc.).
- Les appels de note de bas de page (petits chiffres en exposant, introduits par l'outil «  Source ») sont à placer entre la fin de phrase et le point final[comme ça].
- Les liens internes (vers d'autres articles de Wikipédia) sont à choisir avec parcimonie. Créez des liens vers des articles approfondissant le sujet. Les termes génériques sans rapport avec le sujet sont à éviter, ainsi que les répétitions de liens vers un même terme.
- Les liens externes sont à placer uniquement dans une section « Liens externes », à la fin de l'article. Ces liens sont à choisir avec parcimonie suivant les règles définies. Si un lien sert de source à l'article, son insertion dans le texte est à faire par les notes de bas de page.
- La présentation des références doit suivre les conventions bibliographiques. Il est recommandé d'utiliser les modèles {{Ouvrage}}, {{Chapitre}}, {{Article}}, {{Lien web}} et/ou {{Bibliographie}}. Le mode d'édition visuel peut mettre en forme automatiquement les références.
- Insérer une infobox (cadre d'informations à droite) n'est pas obligatoire pour parachever la mise en page.

Pour une aide détaillée, merci de consulter Aide:Wikification.
Si vous pensez que ces points ont été résolus, vous pouvez retirer ce bandeau et améliorer la mise en forme d'un autre article.
 (mars 2024).

Iris, par Vincent van Gogh. L'iris (du grec « arc-en-ciel ») appartient à la famille des Iridacées.

Depuis la première édition de Species plantarum de Carl von Linné en 1753, les plantes se sont vu attribuer une épithète ou un nom pour leur espèce et un nom pour leur genre, un groupe d'espèces apparentées. En rapport  sont à leur tour regroupés en familles. Le nom formel de chaque famille se termine par le suffixe latin - aceae et est dérivé du nom d'un genre qui fait ou faisait autrefois partie de la famille.
Le tableau en dessous contient les familles à la graine de Plants of the World par Maarten J. M. Christenhusz (l'auteur principal), Michael F. Fay and Mark W. Chase, avec deux familles actualisées  de Plants of the World Online. La deuxième colonne donne le genre typique de la famille où vient le nom de famille. La quatrième colonne donne la définition, dérivation ou personne.

## Tableau des noms des familles

### Légende des abréviations
LG : dérivé d'un mot grec (G), d'un mot latin (L), d'une autre langue (–), ou d'un nom personnel (P)
Ba : répertorié dans The Gardener's Botanical de Ross Bayton
Bu : répertorié dans l'Index des noms de plantes éponymes de Lotte Burkhardt
CS : répertorié à la fois dans The A to Z of Plant Names d'Allen Coombes et dans le Stearn's Dictionary of Plant Names for Gardeners de William Thomas Stearn
Gl : répertorié dans The Names of Plants de David Gledhill
Qu : répertorié dans le dictionnaire mondial des noms de plantes du CRC en quatre volumes d'Umberto Quattrocchi,,,
St : répertorié dans le dictionnaire Stearn des noms de plantes pour les jardiniers
Les citations numériques liées dans la dernière colonne font référence à Plants of the World.